# Typhonium gaoligongense
Typhonium gaoligongense là một loài thực vật có hoa trong họ Ráy (Araceae). Loài này được (J.C.Wang & H.Li) Hett. & P.C.Boyce mô tả khoa học đầu tiên năm 2000.